# HMS London (1766)
HMS London (1766) — 98-пушечный линейный корабль второго ранга Королевского флота. Первый корабль типа London.

## Постройка
Спущен на воду 24 мая 1766 года в Чатеме.
London исходно был 90-пушечным кораблем, стандартным для второго ранга того времени. Позже был повышен до 98-пушечного установкой восьми 12-фунтовых пушек на шканцах.

## Служба
Был младшим флагманом под флагом контр-адмирала сэра Томаса Грейвза при мысе Генри, 16 марта 1781 года (капитан Дэвид Грейвз, англ. David Graves).
Был флагманом сэра Томаса Грейвза в Чесапикском сражении 5 сентября 1781 года.
В бою 18 октября 1782 года, попал под продольный залп французского Scipion, из-за полученных повреждений продолжать преследование не мог. Когда London исправил повреждения и возобновил погоню, остальные корабли британской эскадры уже вынудили Scipion сдаться.
Под флагом вице-адмирала Колпойса (англ. John Colpoys) участвовал в бою у острова Груа в 1795 году.
Команда HMS London участвовала в матросском мятеже в Спитхеде в 1797 году. После первого раунда переговоров с Адмиралтейством, когда морякам было гарантировано королевское прощение, но остальные требования не выполнены, London продолжал неподчинение, и только вмешательство лорда Хау погасило мятеж.
London был при Копенгагене в 1801 году, в составе резерва сэра Хайд Паркера (младшего). После битвы, на борту London, Паркер и генерал-адъютант Ханс Линдхольм заключили перемирие.
В бою 13 марта 1806 года, в составе эскадры вице-адмирала Уоррена, London (капитан сэр Гарри Нил, англ. Harry Neale) захватил французский линейный корабль Marengo, флагман вице-адмирала Линуа. Из всей эскадры Уоррена (4 линейных, 4 фрегата) London первым вступил в бой и на него пришлась основная тяжесть боя.
В 1808 году участвовал в эскортировании португальской королевской семьи во время её бегства из Португалии в Бразилию.
Отправлен на слом в 1811 году.